# Glenn Layendecker
Glenn Layendecker (* 9. Mai 1961 in Stanford, Kalifornien) ist ein ehemaliger US-amerikanischer Tennisspieler.

## Leben
Layendecker besuchte die Yale University, wo er 1983 in Wirtschaftswissenschaft graduierte. Anschließend wurde er Tennisprofi. 1984 gewann er den Einzeltitel des Challenger-Turniers von Nagoya. Im darauf folgenden Jahr stand er in Bristol erstmals in einem ATP-World-Tour-Finale, er unterlag jedoch Marty Davis. An der Seite von Glenn Michibata stand er zudem im Doppelfinale von Toronto. 1986 musste er sich einer Knieoperation unterziehen und trat ab Januar 1987 ähnlich wie Goran Prpić stets mit einer Kniebandage an. 1988 stand er zum zweiten und letzten Mal in einem Einzelfinale, in Scottsdale musste er sich Mikael Pernfors geschlagen geben. Seinen einzigen Titel auf der ATP World Tour errang er 1992 an der Seite von Byron Talbot in Stuttgart. Seine höchste Notierung in der Tennis-Weltrangliste erreichte er 1990 mit Position 48 im Einzel sowie 1989 mit Position 32 im Doppel. Sein letztes Profiturnier bestritt Layendecker im September 1992 bei den US Open, wo er mit seinem Partner Kelly Evernden das Viertelfinalmatch gegen die US-Amerikaner Kelly Jones und Rick Leach verlor.
Sein bestes Einzelresultat bei einem Grand-Slam-Turnier war die Drittrundenteilnahme bei den Australian Open 1991. In der Doppelkonkurrenz erreichte er zweimal das Viertelfinale der US Open, sowie je einmal das Achtelfinale der Australian Open, der French Open und von Wimbledon.

## Erfolge
| Legende                       |
| Grand Slam                    |
| Tennis Masters Cup            |
| ATP Masters Series            |
| ATP International Series Gold |
| ATP International Series (1)  |
| ATP Challenger Tour (8)       |

### Einzel

#### Turniersiege
| Nr. | Datum          | Turnier      | Belag     | Finalgegner    | Ergebnis |
| --- | -------------- | ------------ | --------- | -------------- | -------- |
| 1.  | 23. April 1984 | Nagoya       | Hartplatz | David Mustard  | 7:5, 6:4 |
| 2.  | 1. August 1988 | Seattle      | Hartplatz | Johan Carlsson | 6:2, 6:4 |
| 3.  | 29. April 1991 | Kuala Lumpur | Hartplatz | Neil Borwick   | 6:4, 6:4 |

#### Finalteilnahmen
| Nr. | Datum           | Turnier    | Belag     | Finalgegner     | Ergebnis      |
| --- | --------------- | ---------- | --------- | --------------- | ------------- |
| 1.  | 17. Juni 1985   | Bristol    | Rasen     | Marty Davis     | 6:4, 3:6, 5:7 |
| 2.  | 9. Oktober 1988 | Scottsdale | Hartplatz | Mikael Pernfors | 2:6, 4:6      |

### Doppel

#### Turniersiege

##### ATP Tour
| Nr. | Datum         | Turnier   | Belag | Partner      | Finalgegner                | Ergebnis      |
| --- | ------------- | --------- | ----- | ------------ | -------------------------- | ------------- |
| 1.  | 13. Juli 1992 | Stuttgart | Sand  | Byron Talbot | Marc Rosset Javier Sánchez | 4:6, 6:3, 6:4 |

##### Challenger Tour
| Nr. | Datum            | Turnier    | Belag     | Partner         | Finalgegner                 | Ergebnis      |
| --- | ---------------- | ---------- | --------- | --------------- | --------------------------- | ------------- |
| 1.  | 29. April 1985   | Berkeley   | Hartplatz | Glenn Michibata | Matt Doyle John Mattke      | 6:4, 6:7, 7:5 |
| 2.  | 10. August 1987  | New Haven  | Hartplatz | Glenn Michibata | Gilad Bloom Brad Pearce     | 3:6, 6:4, 6:2 |
| 3.  | 12. Oktober 1987 | Las Vegas  | Hartplatz | David Dowlen    | Mark Basham Charles Beckman | 6:1, 6:2      |
| 4.  | 25. April 1988   | Nagoya (1) | Hartplatz | John Letts      | Steve Guy David Mustard     | 7:6, 6:3      |
| 5.  | 22. April 1991   | Nagoya (2) | Hartplatz | Simon Youl      | Nduka Odizor Sandon Stolle  | 3:6, 7:6, 7:6 |

#### Finalteilnahmen
| Nr. | Datum            | Turnier           | Belag       | Partner         | Finalgegner                  | Ergebnis      |
| --- | ---------------- | ----------------- | ----------- | --------------- | ---------------------------- | ------------- |
| 1.  | 24. Februar 1985 | Toronto Indoor    | Teppich (i) | Glenn Michibata | Peter Fleming Anders Järryd  | 6:7, 2:6      |
| 2.  | 5. Oktober 1987  | San Francisco (1) | Teppich     | Todd Witsken    | Patrick McEnroe Jim Grabb    | 2:6, 6:0, 4:6 |
| 3.  | 8. Januar 1989   | Adelaide          | Hartplatz   | Mark Kratzmann  | Neil Broad Stefan Kruger     | 2:6, 6:7      |
| 4.  | 5. Februar 1990  | San Francisco (2) | Teppich     | Richey Reneberg | Kelly Jones Robert Van’t Hof | 6:2, 6:7, 3:6 |